# DeFuniak Springs
DeFuniak Springs – miasto w Stanach Zjednoczonych, w stanie Floryda, siedziba administracyjna hrabstwa Walton.